# Kasteel Kauwendaal

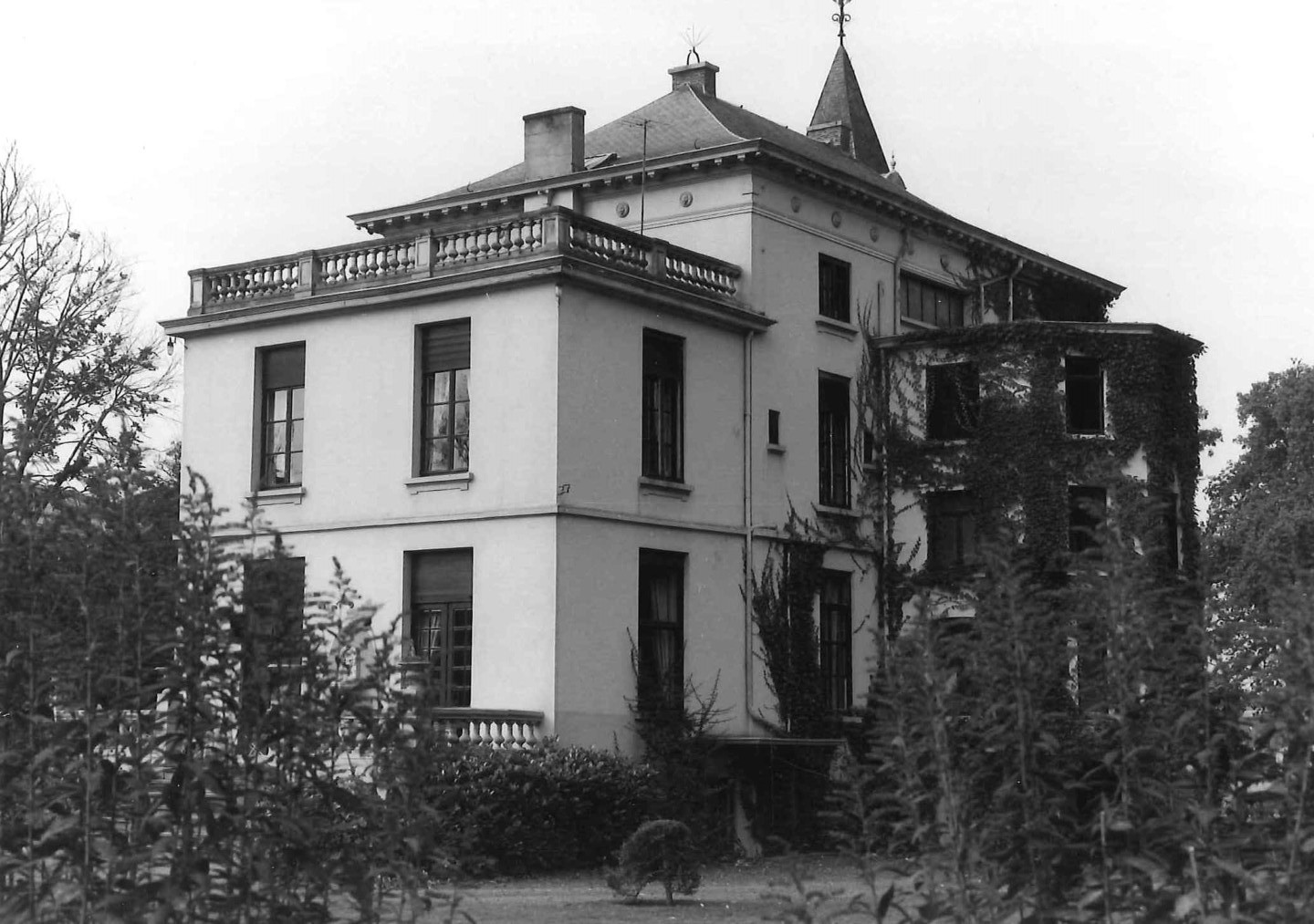
Kasteel Kauwendaal

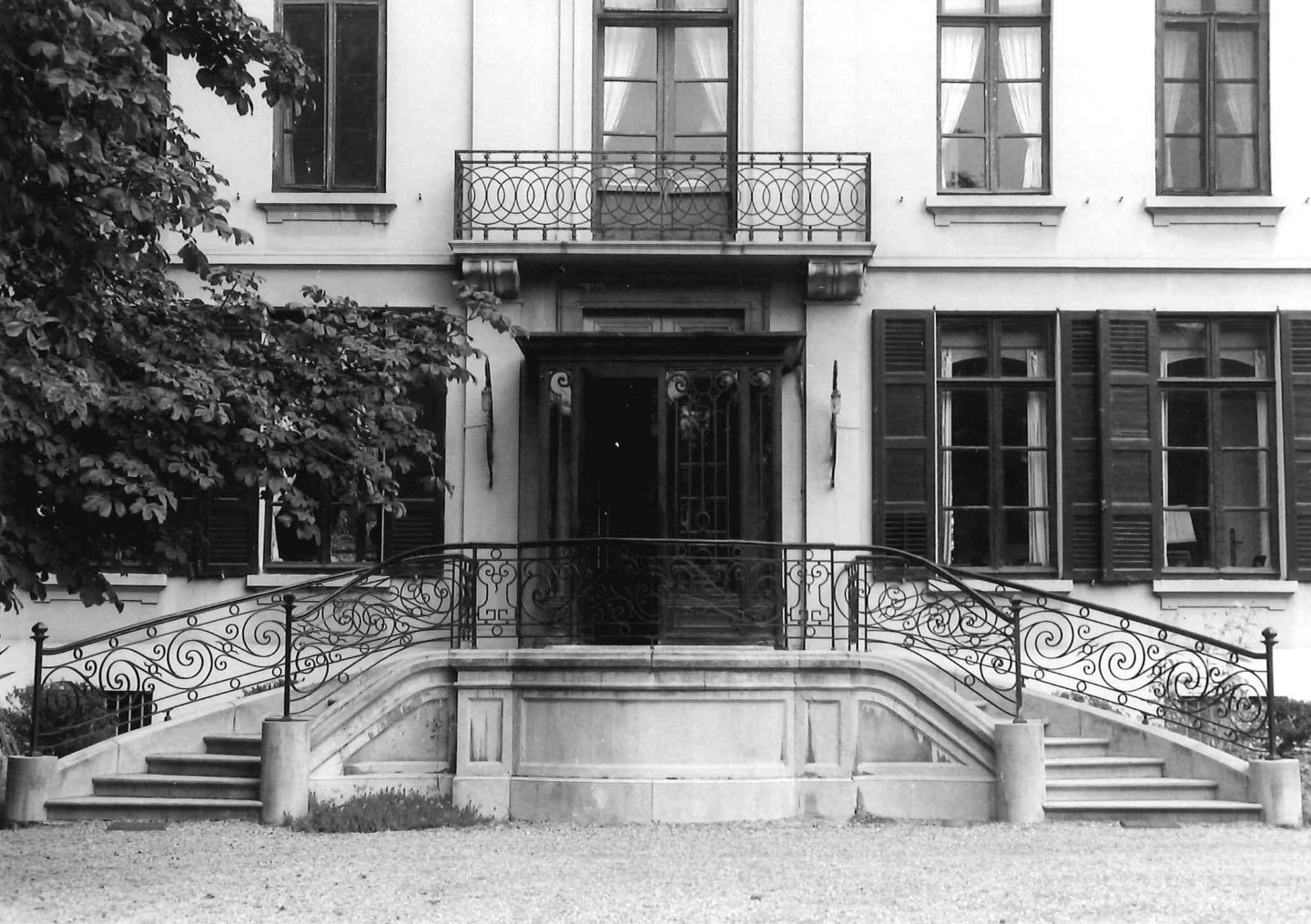
Ingangspartij

Kasteel Kauwendaal is een kasteel in de Belgische stad Mechelen (provincie Antwerpen), gelegen aan Kauwendaal 28-30.

## Geschiedenis
Vanouds was hier de zetel van de heerlijkheid Merlebosch die in 1304 door Hendrik Berthout, die heer was van Duffel en Walem, werd toegekend aan Wouter Bou. Diens zoon, eveneens Wouter Bou genaamd, liet hier een kasteel bouwen met de naam Bauwendaal. In 1604 werd de naam van het kasteel voor het eerst als Kauwendaal aangegeven.
In 1648 werd het landhuis door Jan Verhoeven afgebeeld op het schilderij: Jan Kadodder. Ook in 1714 wordt het domein beschreven als een omgracht kasteeltje met daarnaast een hoeve.
Omstreeks 1800 kwam het domein aan Jean Baptist Pansius die advocaat was te Mechelen. Diens zoon, Joseph Antoine Pansius, gaf omestreeks 1840-1845 opdracht tot de bouw van het huidige kasteel. In 1880 werd het verkocht aan burggraaf Ernest-Louis Ysenbrant de Lendonck. Diens zoon Hubert werd in 1912 de eigenaar. Omstreeks 1925 liet hij het kasteel vergroten met een toren, aanbouwsels en een bordestrap. Ook werden een toegangspoort, een koetshuis met paardenstallen en twee Griekse miniatuurtempels gebouwd.

## Gebouw
Het kasteel, op rechthoekige plattegrond, is in neoclassicistische stijl. De 20e-eeuwse uitbreidingen werden eveneens in neoclassicistische stijl uitgevoerd.
De toegang tot het kasteel wordt gevormd door een beukendreef die al in 1739 bestond. Het domein is omgracht en bezit een vijver.